# Ademús
Ademús (en castellà i oficialment, Ademuz) és un municipi del País Valencià situat a la comarca del Racó d'Ademús, de la qual és cocapital amb Castellfabib, i municipi més poblat. En 2013 tenia 1.203 habitants, segons el cens de l'INE.
Està situat en el marge dret del riu Túria, de manera escalonada en els pronunciats vessants de la muntanya dels Zafranares. Com a conseqüència d'eixe emplaçament, la vila es caracteritza per tindre uns llargs i estrets carrers en pendent, que es comuniquen entre ells per carrerons, i carrers més estrets, molts dels quals escalonats, mentres que les cases semblen sobreposar-se les unes a les altres.
La llengua pròpia d'Ademús és el castellà, com la de tota la comarca, que és un enclavament valencià de parla castellana situat entre Aragó i Castella-La Manxa.

## Geografia
La major part de les terres d'Ademús és muntanyosa; les altures principals són El Pinar (1.042 m), El Cerrellar (1.219 m), Los Molares (1.076 m) i Tortajada (1.516 m). Hi ha també algunes muntanyes amb gran valor paisatgístic i emblemàtic, com ara el Cerro de los Zafranares, el Pico Castro i l'imponent Pico de la Muela.
Tot el terme d'Ademús és creuat de nord a sud pel riu Túria, dibuixant una vall fèrtil on es conreen cultius de regadiu com ara pomes i altres fruites. L'altre riu del terme és el Bohilgues, afluent del Túria. També hi ha un bon nombre de rambles, totes afluents del Túria, que a l'estiu patixen sequeres; destaquen la rambla de la Virgen, de las Tóvedas, del Val, de Negrón i de Riodeva. L'abundància de fonts permet també els cultius de regadiu escalonats en bancals, amb una extensa i antiga xàrcia de séquies que recorre tot el terme.
Ademús disposa d'una magnífica vista de la Vega del Túria, descrita pel botànic Cavanilles a les darreries del segle xviii, al seu pas per la vila.

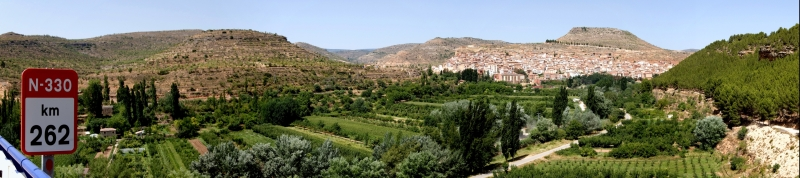
Vista panoràmica d'Ademús des del pont de la carretera N-330

### Entorn natural
Per les muntanyes d'Ademús s'estenen dilatats boscs de pi, savina i carrasca, que a hores d'ara s'intenta repoblar amb espècies autòctones després d'unes dècades de fallits intents per implantar altres espècies. Les costeres van cobertes d'arbusts i altres espècies de plantes que alimenten el bestiar i contribuïxen també al manteniment d'una apicultura hui decaiguda, però de gran importància antany. Està adquirint un prometedor desenvolupament el conreu de plantes aromàtiques, molt arrelades en la comarca.
Les característiques del terreny el fan apte per a realitzar excursions de muntanya i turisme rural, ja que es troba allunyat de grans nuclis urbans i centres industrials, i destaquen els seus paisatges i l'emplaçament dels pobles, la major part dels quals té un aspecte medieval amb edificis producte de l'arquitectura popular.
Hi ha una microreserva de flora al llarg del riu Bohilgues, afluent del Túria. L'any 2007 la Generalitat Valenciana va declarar Parc Natural tot el terme de la Pobla de Sant Miquel, on es poden admirar boscs de savines mil·lenàries i el típic paisatge de pell de pantera, format per muntanyes tacades de savina xaparra. Cal dir també que al Racó d'Ademús es troba la muntanya més alta del País Valencià: l'Alto de las Barracas de 1.839 metres.

### Barris i pedanies
Pel que fa a la distribució poblacional, a més de la vila d'Ademús, hi ha tres nuclis habitats:
- Mas del Olmo
- Sesga
- Val de la Sabina

També hi ha un bon grapat de masies disperses pel terme municipal, com ara Altamira, Guerrero, El Soto, San Juan de las Veguillas i La Balsa.

## Història
Encara que hi haja abundància de restes prehistòriques al terme, és probablement d'origen romà, ja que s'han trobat restes d'eixa època a la rodalia. Malgrat això, començà a tindre certa entitat durant el període musulmà, com en testimonien els relleixos de l'antic castell d'Al-Dāmūs, des d'on, conjuntament amb el Castell de Castellfabib es controlava el pas natural pel riu Túria en direcció al Regne d'Aragó i al Regne de Castella. El 974 una disposició del califa Al-Hakam II permetia al senyor d'Albarrasí repartir entre els seus fills les fortaleses frontereres que defensaven el seu extens territori, entre elles les de Castellfabib i Al-Dāmūs.
Conquerida per Pere el Catòlic en 1210 a Muhammad al-Nâsir (Miramamolin), si bé sembla que passà de nou a mans musulmanes, fins que poc després fou conquerida altra vegada per Jaume I, qui la reservà per al Regne d'Aragó. En 1261, el rei En Jaume l'agregà definitivament al Regne de València i nomenà a Ademús i Castellfabib "viles de realenc", és a dir, dependents directament de la Corona. La seua història, a partir de llavors, va seguir els avatars del Regne i la seua evolució en els segles posteriors.

Antic escut d'Ademús d'època foral

A l'època foral, com a vila reial, Ademús va tenir representació a les Corts Valencianes, on enviava puntualment un síndic elegit per la municipalitat. A mitjan segle xiv va patir dues invasions de les tropes de Pere I de Castella, com també l'altra vila històrica de la comarca, Castellfabib. L'heroica defensa dels dos castells fronterers pels seus habitants la va recordar el mateix Pere IV el Cerimoniós i els seus successors, els quals li van atorgar diverses llibertats i drets per la seua fidelitat a la Corona Aragonesa. Per bé que la veïna fortalesa de Castellfabib va tenir més importància a l'edat mitjana, el seu creixement es va aturar al segle xvi, mentre que Ademús continuà amb una evolució positiva i va assolir clarament des de llavors la capitalitat de les terres dels voltants.
L'expulsió dels moriscs, en la primera dècada del segle xvii, va repercutir desfavorablement en Ademús i la seua comarca eminentment agrícola, ja que ells eren consumats llauradors. Un fort terratrèmol ocorregut el 7 de juny de 1656 va enderrocar els principals edificis de la vila: castell, antiga església de Sant Pere Intramurs i Casa de la Vila. En les guerres carlines, durant el segle xix, el Racó va ser terreny castigat per les incursions de Cabrera i altres carlins. Aleshores es van reconstruir els castells d'Ademús i Castellfabib en defensa dels drets al tron d'Isabel II d'Espanya.
Atenent a raons d'utilitat pública, en la divisió territorial decretada en 1810 per Josep I d'Espanya, s'assignava el Racó d'Ademús a la Prefectura de Terol. Per idèntic motiu, en la de 1822, dissenyada per Felipe Bauzá i José Agustín de Larramendi, el Racó d'Ademús passava també a la província de Terol. Cap d'aquelles es va portar a terme: la primera, per l'efímer del regnat del germà de Napoleó Bonapart; la segona per causa anàloga: a l'abril de 1823 Ferran VII recuperava els poders absoluts després del Trienni Liberal, amb ajuda dels "Cent mil Fills de Sant Lluís" i l'1 d'octubre va revocar el que s'havia acordat durant l'anterior període.
Durant la primera guerra carlina la vila fou saquejada per Josep Miralles Marín el Serrador, que s'enfrontà amb les tropes liberals provocant un incendi i després del saqueig, Ademús va tenir dos ajuntaments, un carlí i un liberal.
A partir de la divisió provincial realitzada per Javier de Burgos en 1833, es va dur a més la creació dels partits judicials. Segons el Decret Reial del 21 d'abril 1834, Ademús passa a formar part del Partit Judicial d'Alpont, amb la capital a Xelva, juntament amb els seus llogarets de Val (Val de la Sabina), Sesga i Mas del Olmo, i altres com ara Casasaltas i Casasbajas.

## Demografia
Dels més de 4.000 habitants que vivien a Ademús en la dècada de 1920, es va passar a 1.438 habitants l'any 1986 i a 1.152 l'any 2002, la qual cosa evidencia la regressió demogràfica de la zona. Els ademussers han emigrat tradicionalment a Barcelona, València, Port de Sagunt i França. Les dures condicions de vida d'aquells que emigraren a Barcelona han sigut descrites en les obres Francesc Candel Tortajada (1925-2007), un intel·lectual nascut a la veïna Cases Altes que també es va establir a la ciutat comtal, on fou guardonat amb la Creu de Sant Jordi i la Medalla d'Or de la Generalitat de Catalunya.
Durant els primers anys del segle XXI es va invertir la tendència negativa i la població d'Ademús va augmentar fins a 1.242 habitants en 2007. Eixa lenta recuperació demogràfica va ser afavorida per la immigració, provinent fonamentalment de Romania i els països del Magrib. L'any 2013 tenia 1.203 habitants (INE).
| 3.033 | 3.339 | 3.415 | 4.092 | 3.866 | 2.827 | 1.545 | 1.115 | 1.157 | 1.183 | 1.242 | 1.269 | 1.292 | 1.203 |

## Política i govern

### Composició de la Corporació Municipal
El Ple de l'Ajuntament està format per 9 regidors. En les eleccions municipals de 26 de maig de 2019 foren elegits 6 regidors del Partit Popular (PP) i 3 del Partit Socialista del País Valencià (PSPV-PSOE).
| Eleccions municipals de 26 de maig de 2019 - Ademús                                                                           |                                          |                                     |                                     |      |          |          |
| Candidatura | Candidatura                              | Candidatura                         | Cap de llista                       | Vots | Vots     | Regidors |
| | Partit Popular                           |                                     | Ángel Andrés González               | 365  | 55,90%   | 6 (+1)   |
| | Partit Socialista del País Valencià-PSOE |                                     | Rubén Pastor Torró                  | 241  | 36,91%   | 3 (-1)   |
| | Altres candidatures                      |                                     |                                     | 41   | 6,28%    | 0        |
| | Vots en blanc                            |                                     |                                     | 6    | 0,92%    |          |
| Total vots vàlids i regidors                                                                                                  | Total vots vàlids i regidors             | Total vots vàlids i regidors        | Total vots vàlids i regidors        | 653  | 100 %    | 9        |
| | Vots nuls                                | Vots nuls                           | Vots nuls                           | 10   | 1,51%    |          |
| Participació (vots vàlids més nuls)                                                                                           | Participació (vots vàlids més nuls)      | Participació (vots vàlids més nuls) | Participació (vots vàlids més nuls) | 663  | 81,95%** |          |
| Abstenció | Abstenció                                | Abstenció                           | Abstenció                           | 146* | 18,05%** |          |
| Total cens electoral | Total cens electoral                     | Total cens electoral                | Total cens electoral                | 809* | 100 %**  |          |
| Alcalde: Ángel Andrés González (PP) (15/06/2019)                                                                              |                                          |                                     |                                     |      |          |          |
| Fonts: JEC, JEZ Llíria, M. Interior, Periòdic Ara. (* No són vots sinó electors. ** Percentatge respecte del cens electoral.) |                                          |                                     |                                     |      |          |          |

### Alcaldes
Des de 2015 l'alcalde d'Ademús és Ángel Andrés González del Partit Popular.
| Període                       | Alcalde o alcaldessa       | Partit polític | Data de possessió | Observacions |
| ----------------------------- | -------------------------- | -------------- | ----------------- | ------------ |
| 1979–1983                     | Martirián Sánchez Monterde | UCD            | 19/04/1979        | --           |
| 1983–1987                     | Martirián Sánchez Monterde | OIV            | 28/05/1983        | --           |
| 1987–1991                     | Rafael Edo Pertegaz        | PSPV-PSOE      | 30/06/1987        | --           |
| 1991–1995                     | Jesus Férriz Hinojosa      | PP             | 15/06/1991        | --           |
| 1995–1999                     | Jesus Férriz Hinojosa      | PP             | 17/06/1995        | --           |
| 1999–2003                     | Jesus Blasco Sanchez       | PP             | 03/07/1999        | --           |
| 2003–2007                     | Fernando Soriano Antón     | PSPV-PSOE      | 14/06/2003        | --           |
| 2007–2011                     | Fernando Soriano Antón     | PSPV-PSOE      | 16/06/2007        | --           |
| 2011–2015                     | Fernando Soriano Antón     | PSPV-PSOE      | 11/06/2011        | --           |
| 2015–2019                     | Ángel Andrés González      | PP             | 13/06/2015        | --           |
| 2019-2023                     | Ángel Andrés González      | PP             | 15/06/2019        | --           |
| Des de 2023                   | Ángel Andrés González      | PP             | 17/06/2023        | --           |
| Fonts: Generalitat Valenciana |                            |                |                   |              |

## Activitat econòmica

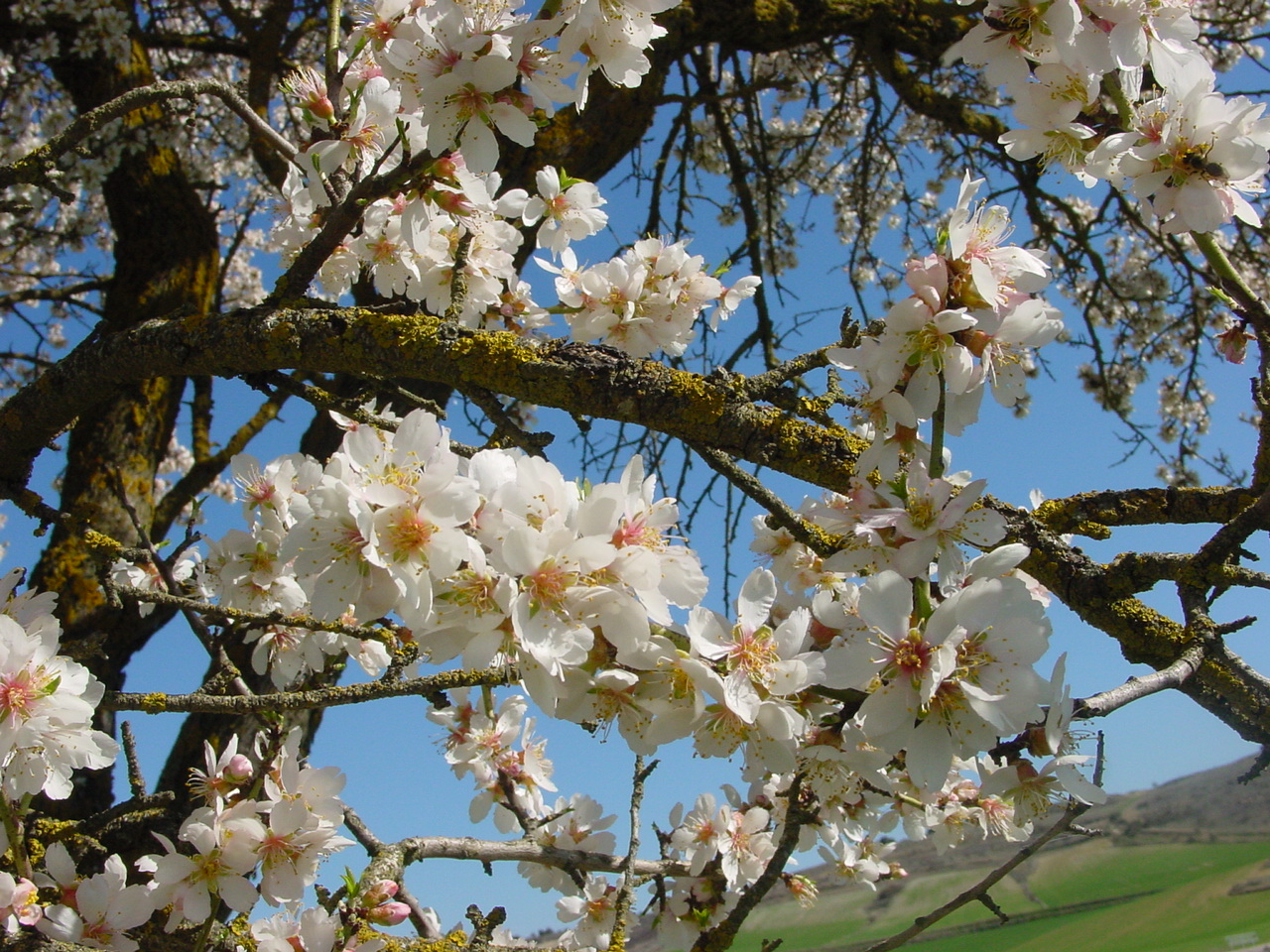
Flors d'ametller

L'orografia d'Ademús (a 660 metres d'altitud) i el seu clima determinen el desenvolupament del municipi, que s'ha dedicat des de sempre ha tasques eminentment agrícoles. Pel que fa als conreus, cal diferenciar entre el secà (terres de muntanya que no es reguen) i l'horta (valls de diversa extensió que aprofiten les aigües dels rius, rambles i séquies que de tals corrents deriven). En l'actualitat, les dues principals fonts d'ingressos agrícoles són l'ametla (secà) i la poma (horta). La producció d'herbes aromàtiques i els seus derivats, la mel i la ramaderia (ovelles i porcs) són altres activitats econòmiques representatives actualment.
La indústria resta reduïda a l'elaboració dels productes necessaris per a la subsistència diària: pa, carn, embotits, etc., encara que algunes (càrnia i torronera) exporten els seus productes a diverses capitals.
El comerç és bastant desenvolupat a Ademús, on van a proveir-se gents d'altres poblacions del Racó. El municipi proveïx una bona xàrcia de servicis, que abasta des de tallers de reparacions (tractors, cotxes, electrodomèstics) fins a perruqueries de senyora i discoteques, bancs i caixes d'estalvis, supermercats i establiments hotelers.
Ademús és seu també dels principals serveis sanitaris i educatius de la comarca: el Centre Comarcal de Salut i l'Institut d'Ensenyament Mitjà.

## Patrimoni històric-artístic

### Arquitectura religiosa

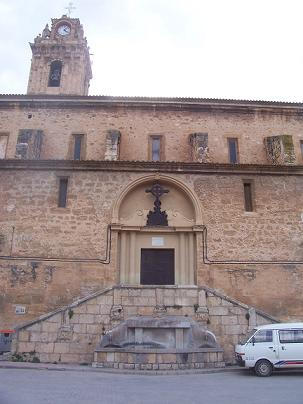
Façana de la Plaça del Raval de l'Església Arxiprestal de Sant Pere i Sant Pau.

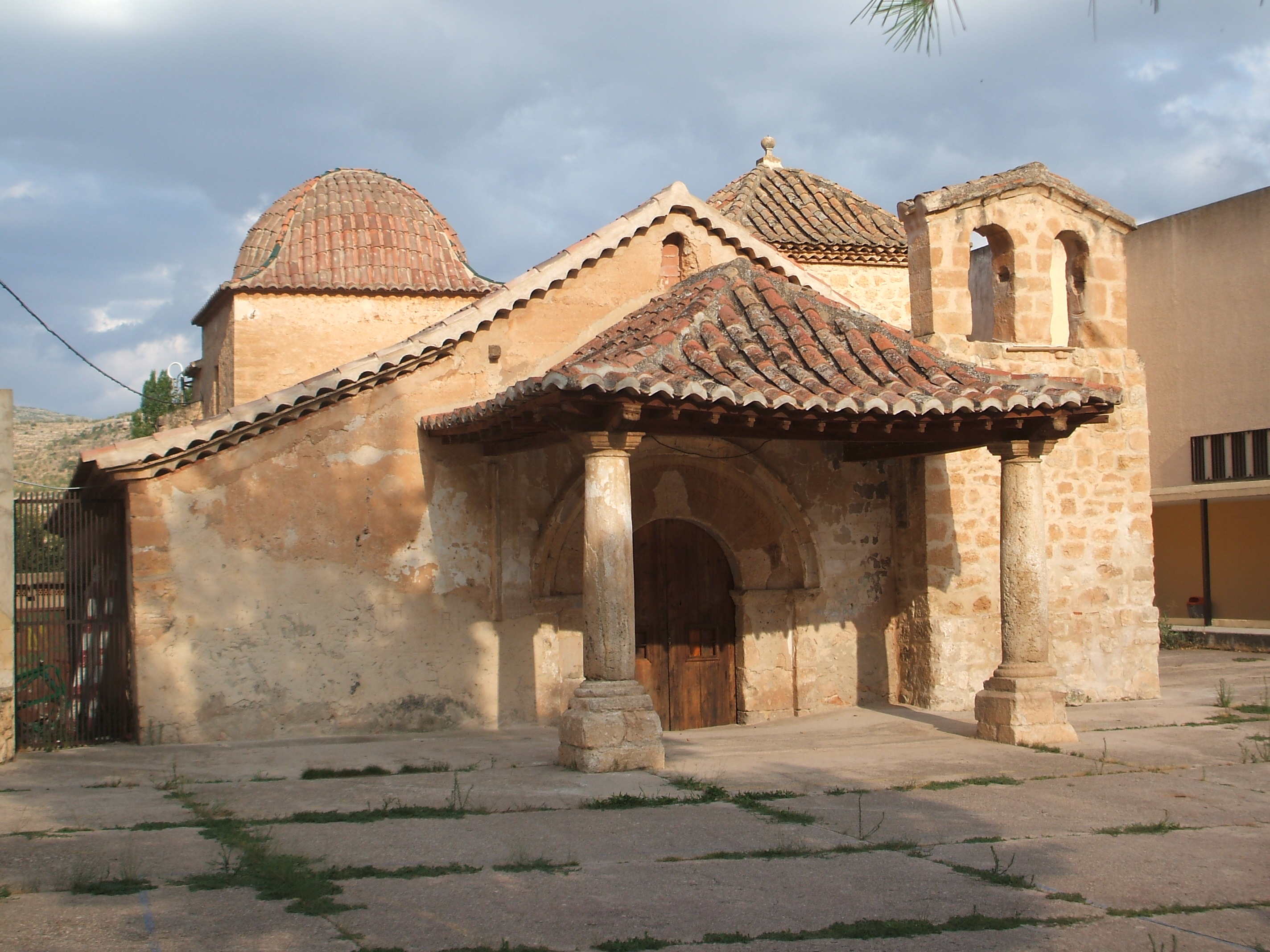
Façana principal de l'Ermita de la Mare de Déu de l'Horta.

- Església Arxiprestal de Sant Pere i Sant Pau. Construïda de nova planta des de 1626, l'any en què van ser signades les capitulacions entre la municipalitat i Pere d'Ambuesa per tal d'erigir la nova parroquial de la plaça del Raval. A la seua construcció no tan sols va intervenir Ambuesa, també d'altres arquitectes que havien treballat amb ell a l'obra del gran monestir jerònim de Sant Miquel dels Reis a la ciutat de València, fundat pel Duc de Calàbria. Tot i que la nova església de Sant Pere i Sant Pau fou consagrada en 1644, no va ser acabada fins a fi de segle. Es tracta del temple barroc de més grans dimensions i més coherent de tota la comarca, amb una gran nau central i nou capelles laterals, on destaquen els àngels músics de les capelles de Sant Josep i de la Mare de Déu dels Desemparats. La seua sagristia conserva peces molt interessants, com ara la Mare de Déu de la Llet amb donant (1460), taula renaixentista d'influència flamenca de Bertomeu Baró, o també la Custodia Grande d'argent daurat, magnífica obra dels obradors valencians de la segona meitat del segle xviii, amb motius escultòrics realitzats per Josep Esteve i Bonet. L'imponent campanar fou coronat al segle xviii.

- Ermita de la Mare de Déu de l'Horta. Segons la tradició, va ser Jaume I el Conqueridor qui la va erigir, en el segle xiii, després de la conquesta del territori, i a la qual donà el seu estendard amb la imatge de la Mare de Déu. L'ermita es troba a la vora del riu Túria baixant cap al barri de "El Molino", a la part baixa de la vila. Destaquen a l'interior les tres naus amb arcades gòtiques, les dues capelles laterals de la capçalera (panteons familiars de dues famílies importants al segle XVI: els Visiedo i els Fernández de Árguedas), la capella major, amb cúpula sobre petxines i esgrafiats, resultant d'una ampliació a la segona meitat del segle xvii i la capella de Sant Antoni de Pàdua del segle xviii. Del segle xv és la pintura mural de Maria Magdalena, recentment descoberta i restaurada.

- Ermita de Sant Joaquim. Antiga capella de l'Hospital de Pobres de Santa Anna, fundat a mitjan segle xv per la municipalitat, amb privilegi de Joan de Navarra, germà d'Alfons V el Magnànim. És de gran valor històric-artístic a nivell comarcal: es tracta del darrer hospital dels quatre que hi hagué a les terres d'Ademús.

- Ermita de Santa Bàrbara del Castell. Segona meitat del segle xvii. Es troba dins del castell, on aproximadament se situava l'antiga església parroquial de Sant Pere Intramurs, ja desapareguda. Conten que s'hi trobava la "Cruz que chilla", la qual era fixada en un pilar de pedra per l'ermitana en dies de pluja, i quan la tempesta portava pedra, la creu "cridava".

- Ermita de la Mare de Déu del Rosell. Petit oratori situat vora el riu Bohilgues, afluent del Túria, davant per davant de la vila. Segona meitat del segle xviii, planta quadrada i cúpula sobre petxines de molta senzillesa.

- Ermita de Sant Miquel Arcàngel. Situada al llogaret de Val de la Sabina. Construïda al segle xvi, sota el patronat de la família Castellblanc d'Ademús. És destacable la seua capçalera amb volta gòtica.

- Església parroquial de la Puríssima Concepció. Situada al llunyà llogaret de Sesga. Erigida al segle xvi, amb presbiteri cupulat i cobert de pintures marianes del segle xviii.

- Església parroquial de Santa Bàrbara. Situada al llogaret de Mas del Olmo. Va ser construïda a començaments del segle xvii. El més interessant és el seu presbiteri, amb volta de canó, i el seu campanar.

### Arquitectura civil

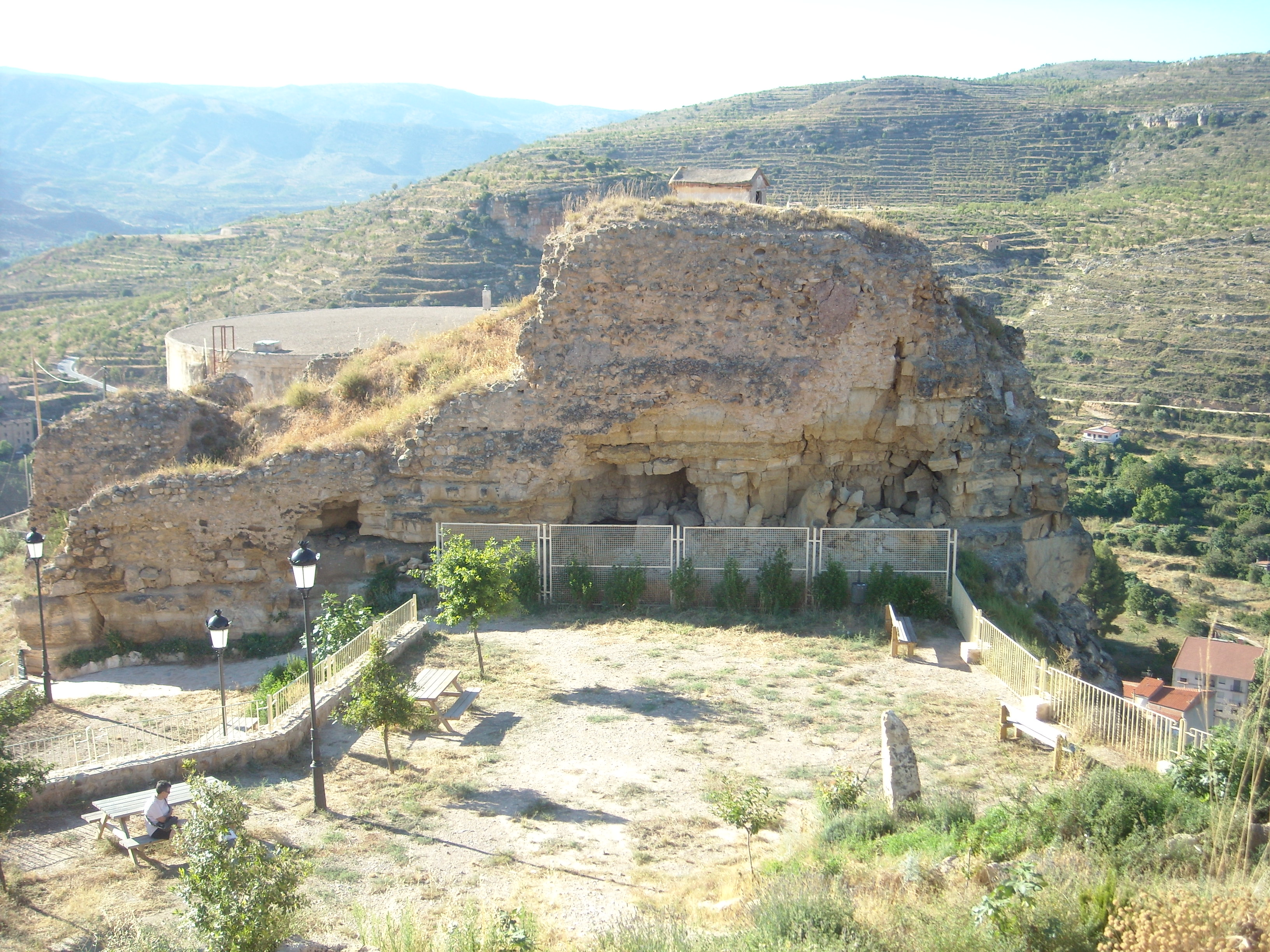
Vista parcial del Castell d'Ademús.

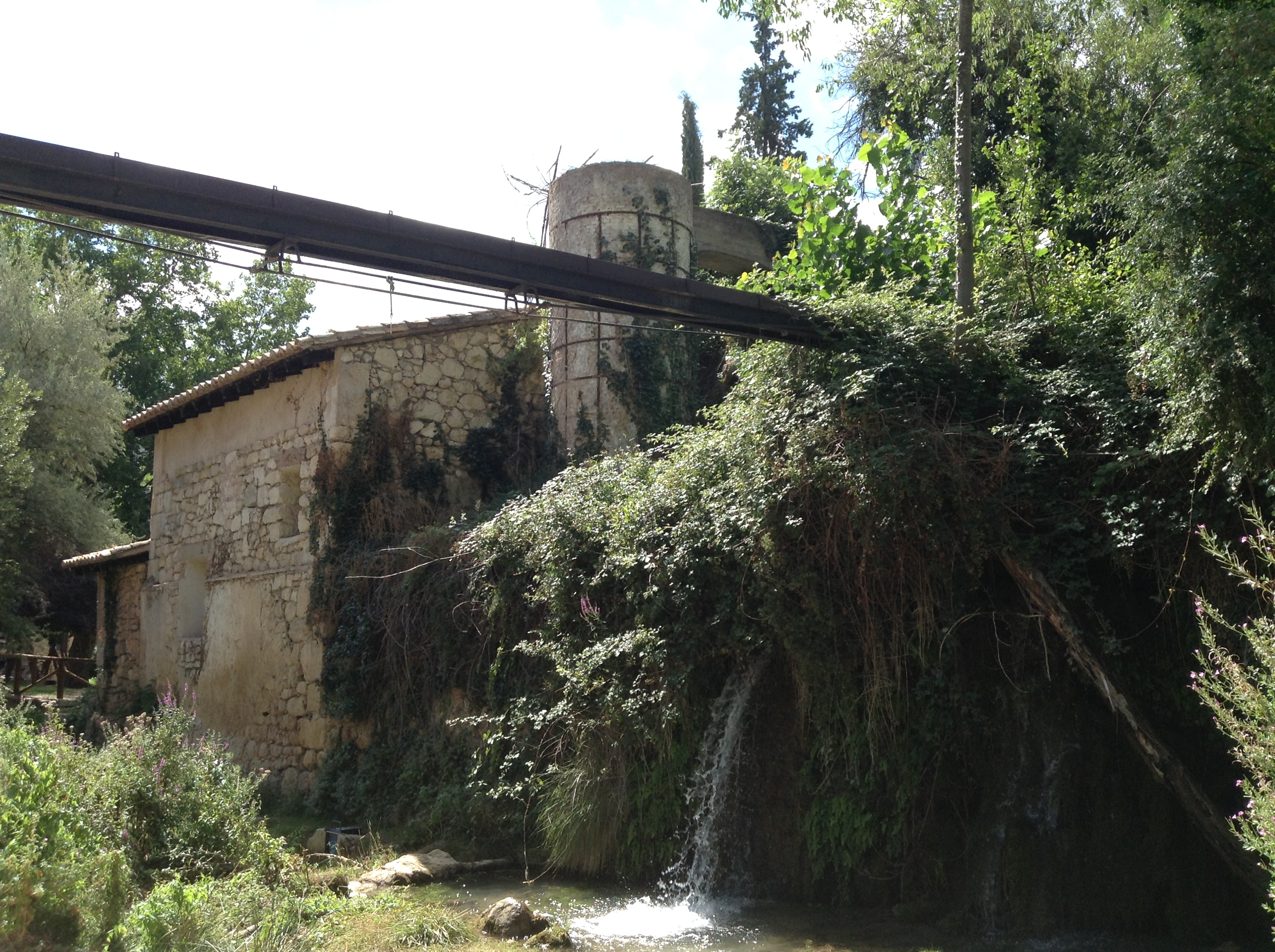
Molí de la Vila d'Ademús

- Poblat ibèric de la Celadilla, que compta amb una muralla de 5,5 metres de gruix i una gran torre de 6,5 por 9 metres. Fou destruït per un incendi durant el segle iv aC, i s'hi han trobat diversos esquelets.[12]
- Castell d'Ademús. Amb el de Castellfabib, i com a castells fronterers, van ser molt importants a l'edat mitjana, especialment al segle xiv en les guerres amb Castella, quan van patir heroicament dos setges per les tropes de Pere I de Castella. Llavors es trobava dins del castell l'església de sant Pere Intramurs, fundada pel rei Pere II d'Aragó, i que fou l'antiga parroquial, ja desapareguda al terratrèmol de 1656.

- Portal de Sant Vicent. Única porta conservada, de les quatre que en tenien les muralles de la vila medieval.

- Casa de la Vila. Edifici amb llotja baixa, amb arcades obertes a la plaça de la Vila, on es desenvolupaven els animats mercats a l'època foral. L'espai és envoltat per nombrosos edificis amb l'aspecte de la típica arquitectura popular, amb balconades de fusta, com ara la Casa Abadia, la Casa del Metge i d'altres.

- Cambra Vella del Forment. Antic almodí municipal. La seua porta baixa dona accés també a les antigues carnisseries municipals. A la llinda apareix l'antic escut de la vila: les quatre barres en rombe coronades, emblema de la Casa d'Aragó[13]

- Presó Municipal. Segona meitat del segle xvi. El més interessant és la planta baixa, amb la porta de mig punt i els finestrals que donen al carrer. Presenta un interessant escut a la seua porta.

- Forn de Dalt. Dels dos forns medievals de coure pa que van funcionar durant l'època foral, tan sols en romanen algunes restes arquitectòniques del de dalt, al carrer del Forn.

- Molí de la Vila.[14] Ja existent al segle xiii com a Molí Reial, el rei en Jaume II d'Aragó en va fer do a la municipalitat d'Ademús a la primeria del segle xiv, amb el dret de fer nous establiments a tot el terme. Avui és restaurat i és punt d'informació turística. Als voltants del mateix riu Boïlgues, afluent del Túria, podem veure també el Molí d'Efrén (segle xviii), la Fuente Vieja i altres construccions relacionades amb l'aigua.

- Molí Nou.[15] Situat al barri homònim, aprofitava les aigües del Túria, des del segle xviii. Als seus voltants també hi havia antigament nombrosos magatzems de fusta, la qual havia de viatjar cap a la ciutat de València, conduïda pels experts gancheros (raiers) per les aigües del riu Túria. La presència de forns de coure teules i altres activitats econòmiques del passat s'ha transmès al present i el barri del Molino és un dels més actius de la vila.

## Museus i espais culturals
- Museu per a la Interpretació de l'Aigua. Situat al Molí de la Vila, proposa un recorregut expositiu per la importància de l'aigua a la natura i a les activitats econòmiques de la comarca.

- Museu del Pa i forn tradicional. Situat al llogaret de Mas del Olmo, acull diferents eines relacionades amb el tradicional conreu del blat i la seva transformació. Hi ha també un antic forn de coure pa que funciona en ocasions especials.

- Casa de la Cultura. Es tracta d'un edifici històric construït a la dècada de 1920, el Cafè-Teatre "La Unión", conegut popularment com La Sociedad, nom al·lusiu als promotors de l'edifici, pròxims al republicanisme. Avui acull diferents organismes, com ara el Instituto Cultural y de Estudios del Rincón de Ademuz, la Biblioteca Municipal, l'Escola de Música i la Societat Musical. La seva sala teatral, digne exemple d'arquitectura del ferro, acull també variats esdeveniments, com ara els carnestoltes, festes, trobades, concerts, cinema i teatre.

- Sala d'Exposicions Temporals. Situada a l'edifici de l'antiga Presó Municipal, del segle xvi.

## Festes i tradicions populars
- Fira de Sant Josep, 19 de març, tradicional mercat del bestiar.
- Sant Vicent Ferrer. Diumenge següent a Pasqua de Resurrecció. Mona de Pasqua i, de nit tradicionals fogueres al carrer.
- Assumpció de la Mare de Déu, 10-15 d'agost. Festes principals, amb bous al carrer i al Raval. Balls i bou embolat.
- Mare de Déu del Rosari, primer diumenge d'octubre. La Verge del Rosari és la patrona d'Ademús, antigues festes majors. Balls i bous al carrer.
- També estan molt arrelades a la vila les festes de Sant Blai (rollos de San Blas), Sant Antoni del Porquet (panes de San Antón), Sant Roc, Santa Bàrbara i Sant Pere, que és el patró de la vila.
- Sant Miquel, 29 de setembre, al llogaret de Val de la Sabina.
- Santa Bàrbara, al llogaret de Mas del Olmo.
- Entre altres tradicions, destaquen les conegudes albadas, peces vocals acompanyades de guitarres i bandúrries, que canten els mossos al llarg de la nit de Nadal, de casa en casa, plenes d'humor i crítica.Varietats de pomes

Varietats de pomes

- Les darreres dècades s'estan recuperant de nou els tradicionals carnestoltes, antany absolutament participatius i imaginatius tant en disfresses com en divertiment.

## Gastronomia
A la gastronomia ademussera predominen els plats contundents, en consonància amb el rigor de l'hivern a la zona. Les famoses gachas (fetes amb farina de blat de moro), el empedrado o el putxero en són alguns exemples. En tots els àpats el protagonista indiscutible és el porc i els seus derivats, el qual antany era una peça fonamental a l'economia familiar i el seu sacrifici a l'hivern constituïa un autèntic esdeveniment, ratllant la festa.
D'altra banda, l'abundant ametlla, que es conrea als camps de secà, és l'ingredient obligatori d'una gran varietat de torrons i del típic alajuz, dolç d'origen àrab elaborat amb mel, pa ratllat i ametlla.
Les famoses pomes d'Ademús, especialment la varietat autòctona esperiega molt apreciada als mercats, els codonys i altres fruites de la vall del Túria fan part de l'elaboració del variat ventall de dolços tradicionals de la comarca.

## Llengua i toponímia menor
La repoblació del segle xiii, fonamentalment aragonesa i navarresa, va determinar la parla aragonesa de la comarca del Racó que, amb el temps, es va assimilar al castellà. Això explica que l'actual llengua siga la castellana, encara que els costums siguen aragonesos. El castellà que es parla està ple d'expressions aragoneses, barrejat amb paraules d'origen valencià, que col·loquialment els valencianoparlants denominen parla xurra.
Es conserven microtopònims coincidents amb l'aragonés, com ara Val, Cambra, Casa de la Villa (no ayuntamiento), entre d'altres.

## Personalitats destacades
- José Ríos. Escriptor i antiquari del segle xviii. Va nàixer a la vila i va ser beneficiat a l'església arxiprestal de sant Pere i sant Pau d'Ademús. Rector parroquial de Llíria i de Cullera, on va morir en 1777.
- Vicente Español. Destacat rector de l'església arxiprestal de sant Pere i sant Pau d'Ademús que, a mitjans del segle xviii, va mantindre correspondència amb l'il·lustrat Mayans.
- Eusebio Cañas. Escriptor i traductor del segle xviii. Amb l'expulsió dels jesuïtes es va instal·lar a Itàlia, on va fer part del cercle de l'il·lustrat valencià Manuel Lassala, les obres del qual va traduir. Va morir en 1809 a Itàlia.
- Elvira Lindo. Escriptora i guionista. Encara que va nàixer a Cadis, la seua família materna és originària d'Ademús.[17]